# قطعنامه ۶۴۷ شورای امنیت
قطعنامه ۶۴۷ شورای امنیت سازمان ملل متحد که در تاریخ ۱۱ ژانویه ۱۹۹۰ تصویب شد، سندی بین‌المللی دربارهٔ افغانستان-پاکستان است. این قطعنامه طی نشست ۲۹۰۴ام با ۱۵ رای موافق، ۰ مخالف و ۰ ممتنع تصویب شد.